# 常石勝義
常石 勝義（つねいし かつよし、1977年8月2日 - ）は日本中央競馬会（JRA）の元騎手。栗東トレーニングセンターに所属していた。大阪府泉南郡岬町出身。
騎手引退後は競馬評論家として活動し、その傍らで競馬ライターとして文筆活動を行っている。また、2020年東京パラリンピックへの出場を目指し、障がい者馬術の選手としても活動。

## 来歴
1996年3月に中尾正厩舎所属でデビュー。同期に福永祐一、和田竜二や中央競馬の女性騎手のひとりである増沢由貴子（旧姓・牧原）らがいる競馬学校花の12期生のひとりである。初騎乗は1996年3月2日、中京競馬第5競走のタニノレセプションで16頭立ての7着だった。初勝利は翌週の3月10日、中京競馬第2競走で同じくタニノレセプションに騎乗してのものであった。
デビューからの約5か月で12勝を挙げていたが同年8月4日、小倉競馬場でのレース中に落馬事故を起こし脳挫傷で意識不明の状態に陥る。しかし奇跡的な回復をみせて翌1997年に復帰し同年の小倉3歳ステークスでタケイチケントウに騎乗し重賞初勝利を挙げた。
平地だけでなく障害の騎手としても活躍し、2003年には中山グランドジャンプでビッグテーストに騎乗しGI（J・GI）を制覇した。
しかし2004年8月28日、小倉競馬場で行われた豊国ジャンプステークスでふたたび落馬。脳挫傷、外傷性くも膜下出血、頭蓋内血腫を併発し意識不明の重体に陥ったが昏睡療法（筋弛緩剤などの薬物投与により脳への負担を減らして回復を促す治療法）が功を奏し1か月で意識を回復。翌2005年には木馬に乗って騎乗トレーニングができるまでに回復した。
その後もレース復帰を目指してリハビリを行っていたが度重なる脳外傷が原因で高次脳機能障害と診断されたことから復帰を断念せざるを得なくなり、2007年2月15日に同年2月28日付で引退すると日本中央競馬会から発表され、2月24日、同期の福永、和田騎手らの計らいにより阪神競馬場で引退式が行われた。JRA通算82勝。彼の引退後を描いたドキュメントが2008年2月に日本テレビ系『おもいッきりイイ!!テレビ』で放映されている。
JRA所属騎手では2009年には石山繁、その翌年の2010年にも塚田祥雄が常石と同じく落馬による脳挫傷により引退を余儀なくされてしまい3年間で3人が落馬・脳挫傷で騎手が引退する事態となった。
引退後は競馬評論家に転身し、雑誌「競馬王」で記事を執筆している傍ら、日本各地のフルマラソンにも参加している。2011年には大阪マラソン（第1回大阪マラソン〜OSAKA MARATHON 2011〜）にも参加し、完走を遂げた。翌2012年（第2回大阪マラソン〜OSAKA MARATHON 2012〜）にも参加したが、この時は35キロチェックポイント地点までは順調であったが、直後に制限時間オーバーとなり、リタイアした。次の翌2013年（第3回大阪マラソン〜OSAKA MARATHON 2013〜）にも参加したものの、前回とほぼ同じ場所で再び制限時間オーバーとなりリタイアしている。
2014年、もう一度馬に乗って大きな舞台に立ちたいと、パラリンピックの公式種目の一つ、障碍者馬術選手の活動を開始した。その後は石山（2017年4月引退）が、2016年には前年2015年に同じく落馬により障碍を持ち、引退を余儀なくされた高嶋活士が同じく障碍者馬術選手として活動を開始しており、高嶋とともに元JRA騎手によるパラリンピック出場を目指している。

## おもな重賞勝利
レース名称は当時。
- 1997年　小倉3歳ステークス（GIII） タケイチケントウ[10]
- 2003年　中山グランドジャンプ（J・GI） ビッグテースト[1]
- 2003年　関屋記念（GIII） オースミコスモ[11]

## 通算成績
- 騎乗回数：1503
- 勝利数：82
- 連対率：.114